# За българската нация
„За българската нация“ е публицистично телевизионно предаване на телевизия СКАТ с водещ Костадин Костадинов (по това време заместник-председател на ВМРО-БНД, а след това член на НФСБ). То стартира на 28 февруари 2012 г. Излъчвано е всеки вторник от 10:30 часа, с повторения от 3:00 часа.
Предаването му акцентира върху демографската криза в България и отраженията й върху обществото. Костадинов твърди, че има политики които могат бързо да предотвратят тази демографска катастрофа, но е нужно да се приложат веднага. Заявява че нацията е на ръба на катастрофа до броени десетилетия, която ще е последна в историята й, защото след нея според него българска народност няма да съществува.
Сред канените гости на предаването са бъдещи негови съпартийци от партия „Възраждане“, като Ивелин Първанов и Цончо Ганев.